# Kumi Sugai
Kumi Sugai (jap. 菅井汲 Sugai Kumi; ur. 19 marca 1919 w Kobe, zm. 14 maja 1996 w Kobe) – japoński malarz, grafik i rzeźbiarz.
W latach 1927–1932 uczył się w Szkole Sztuki w Osace. Od początku lat 50. działał we Francji. Jego pierwsza autorska wystawa miała miejsce w Paryżu w 1954 roku w Galerii Graven i była zatytułowana: Księżyc, w stylu sztuki informel. Jego styl ewoluował. Po przybyciu do Paryża jego prace przypominały niemal bezbarwne graffiti. Z czasem zaczął tworzyć abstrakcje inspirowane kaligrafią japońską m.in. serie: Festiwal, Wariacje i Autostrady. Po roku 1959 (powrót do Japonii) poszedł w kierunku abstrakcji geometrycznej Hard-edge painting. Zajął się także litografią. W latach 70. zainteresował się rzeźbą – przetwarzał znaki ze swoich obrazów odlewając je w brązie.

## Nagrody
Kumi Sugai otrzymał nagrody m.in. na wystawach:
- 1959, 1964: Documenta
- 1965: Biennale w São Paulo
- 1968: Biennale w Wenecji
- 1966: Biennale w Krakowie – Grand Prix
- 1972: Biennale Grafiki w Oslo